# Reginald Hodgkins
Reginald Thomas Hodgkins (7 tháng 1 năm 1903 – tháng 7 năm 1927) là một cầu thủ bóng đá người Anh thi đấu ở Football League cho Stoke City.

## Sự nghiệp
Hodgkins sinh ra ở Nuneaton và thi đấu cho Hinckley United trước khi gia nhập Stoke City năm 1925. Ông thi đấu 2 trận ở mùa giải 1925–26 và 3 trận ở mùa giải 1926–27. Tuy nhiên, vào tháng 7 năm 1927 Hodgkins bị ốm và mất lúc mới chỉ 24 tuổi.

## Thống kê sự nghiệp
Nguồn:
| Câu lạc bộ          | Mùa giải            | Giải vô địch         | Giải vô địch | Giải vô địch | Cúp FA | Cúp FA | Tổng | Tổng |
| Câu lạc bộ          | Mùa giải            | Hạng đấu             | Trận         | Bàn          | Trận   | Bàn    | Trận | Bàn  |
| ------------------- | ------------------- | -------------------- | ------------ | ------------ | ------ | ------ | ---- | ---- |
| Stoke City          | 1925–26]            | Second Division      | 2            | 0            | 0      | 0      | 2    | 0    |
| Stoke City          | 1926–27             | Third Division North | 3            | 0            | 0      | 0      | 3    | 0    |
| Tổng cộng sự nghiệp | Tổng cộng sự nghiệp | Tổng cộng sự nghiệp  | 5            | 0            | 0      | 0      | 5    | 0    |

## Danh hiệu
Stoke City
- Vô địch Football League Third Division North: 1926–27